# Illusion de la fin de l'histoire
 (avril 2025).

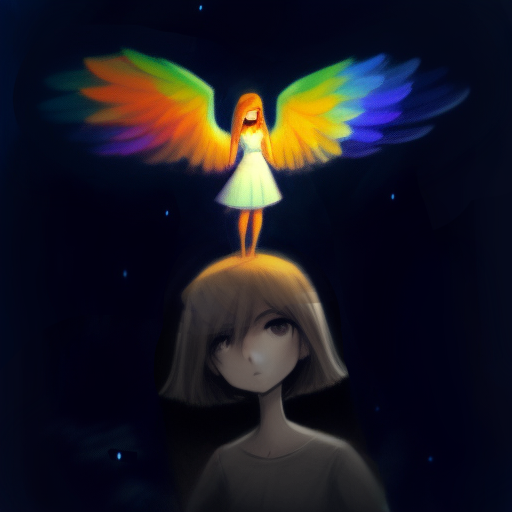
Personnage multicolore semblant représenter l'imaginaire, sur une tête en noir et blanc

L'illusion de la fin de l'histoire est une illusion psychologique dans laquelle les individus pensent que quel que soit leur âge, leur personnalité ne changera plus à l'avenir, alors que c'est faux.
Cette illusion serait selon une étude menée par l'université Harvard en 2013, « due à un besoin de se rassurer ainsi qu'à un biais cognitif (il est plus difficile d'imaginer le futur que de se remémorer le passé) ».
Le psychologue américain Daniel Gilbert (en) a donné une conférence TED sur cette illusion.